# Râul Cașolț
Râul Cașolț este un curs de apă, afluent al râului Hârtibaciu. 